# 維什基夫齊
48°49′40″N 28°49′35″E / 48.82778°N 28.82639°E
維什基夫齊（烏克蘭語：Вишківці），是烏克蘭西南部的村落，隸屬文尼察州的圖利欽區。該村面積2.29平方公里，海拔高度236米，2001年人口801，人口密度每平方公里349.48人。